# Vương Thừa Ân
Vương Thừa Ân (王承恩; sinh ngày 19 tháng 3 - mất ngày 25 tháng 4 năm 1644) là một hoạn quan sống vào cuối triều Minh, là người hầu cận trung thành của Minh Tư Tông Chu Do Kiểm. Trong khi quân khởi nghĩa của Sấm Vương Lý Tự Thành đang gấp rút tiến vào thành Bắc Kinh, các thái giám và các đại thần lần lượt bỏ trốn hoặc phần lớn đầu hàng thì chỉ còn một mình Vương Thừa Ân ở bên Minh Tư Tông. Đến khi Minh Tư Tông treo cổ tự vẫn, Vương Thừa Ân đã tận trung tự vẫn theo cùng với 40 nội giám khác.
Để biểu dương lòng trung nghĩa của Vương Thừa Ân, hoàng đế Thuận Trị nhà Thanh đã cho mai táng ông ngay tại lối vào lăng mộ của vua Sùng Trinh để ông được mãi mãi yên nghỉ bên chủ nhân. Trên mộ có bia đá lớn, một khối đá khác được khắc đoạn văn dài 800 chữ do chính tay Thuận Trị viết để ca ngợi ông. Sau đó, hoàng đế Khang Hi cũng tự tay viết tặng thêm một đoạn văn 240 chữ nữa. Khu mộ Vương Thừa Ân đến nay vẫn được bảo tồn khá nguyên vẹn.